# Linaauk
Linaauk ist ein natürlicher See in der Landgemeinde Saaremaa im Kreis Saare auf der größten estnischen Insel Saaremaa. Der 2,1 Hektar große See wird nicht öffentlich genutzt. Der nächste Ort Jõgela liegt einen  Kilometer und die Ostsee 2,3 Kilometer entfernt.